# NGC 4731
NGC 4731 ist eine Balken-Spiralgalaxie vom Hubble-Typ SBc/P im Sternbild Jungfrau auf der Ekliptik. Sie ist schätzungsweise 62 Millionen Lichtjahre von der Milchstraße entfernt und hat einen Durchmesser von etwa 80.000 Lichtjahren. Gemeinsam mit PGC 43526 bildet sie das wechselwirkende Galaxienpaar Holm 472.

Im selben Himmelsareal befinden sich u. a. die Galaxien NGC 4775, NGC 4786, NGC 4697, IC 3812,  PGC 43697.
Das Objekt wurde am 25. April 1784 von Wilhelm Herschel entdeckt.

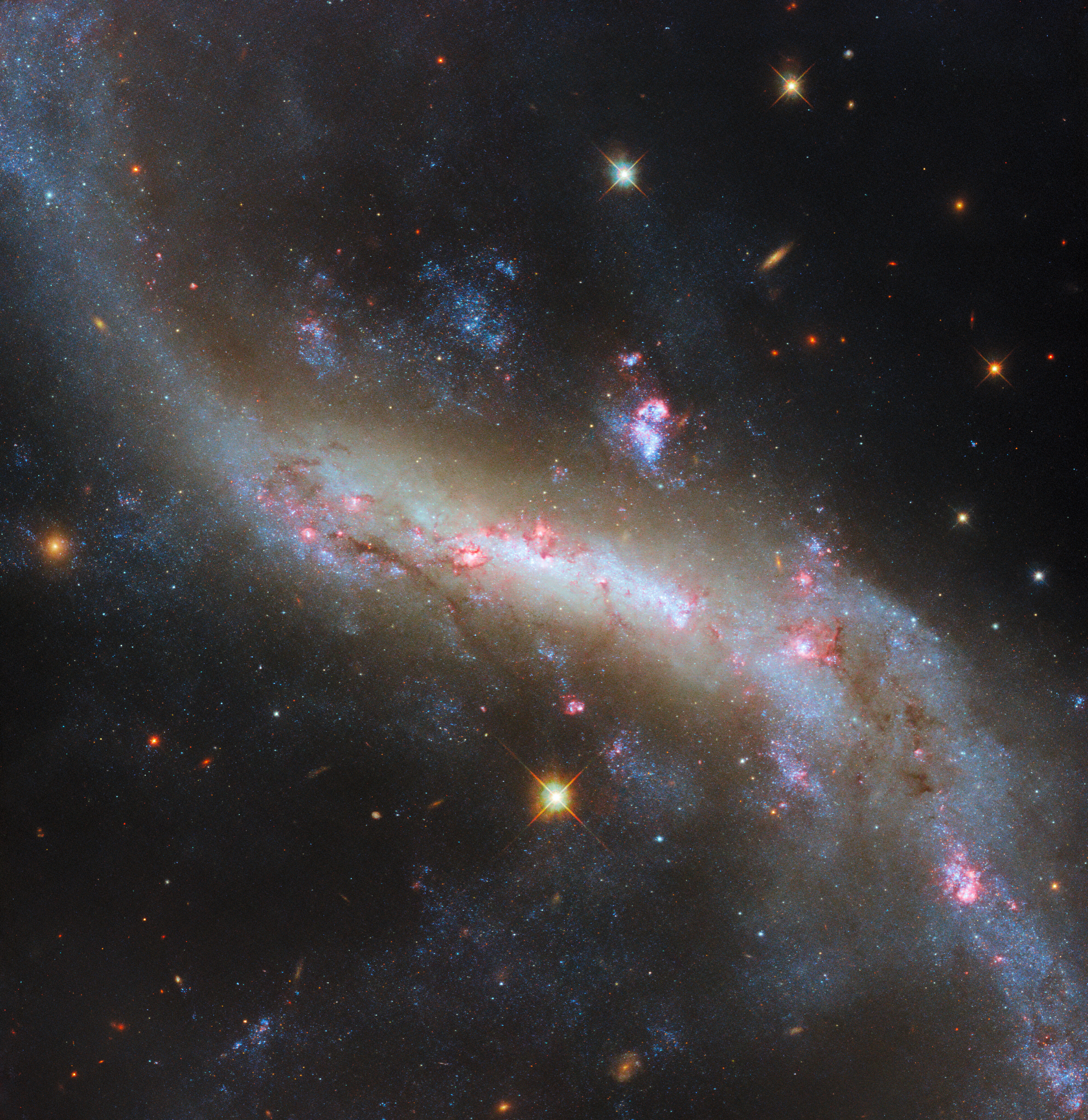
Hochaufgelöste Aufnahme des Zentralbereichs mithilfe des Hubble-Weltraumteleskops